# Albert D. Grauer
Albert D. Grauer (1942) è un astronomo e docente statunitense.
Grauer è andato in pensione come professore universitario nel dicembre 2006 rimanendo professore emerito al Dipartimento di Fisica e Astronomia dell'Università dell'Arkansas a Little Rock, è tuttora in attività come astronomo lavorando nel team del Catalina Sky Survey. Grauer è membro dell'Unione Astronomica Internazionale e partecipa ai lavori della Commissione 25 della Sezione IX, è membro anche dell'American Astronomical Society.

## Carriera
Grauer ha fatto il dottorato di ricerca nel 1971 presso l'Università della Carolina del Nord a Chapel Hill , in seguito è stato professore presso l'Università dell'Arkansas a Little Rock. Ha lavorato anche presso l'Università dell'Arizona e presso l'istituto scientifico che gestisce il Telescopio spaziale Hubble. Ha pubblicato lavori in diversi campi di ricerca come l'osservazione nell'infrarosso di galassie vicine, lo studio delle stelle binarie centrali di nebulose planetarie, le stelle binarie ad eclisse, le stelle variabili cataclismatiche, le nane bianche pulsanti, si è occupato anche di strumentazione astronomica e telescopi robotici. Più recentemente ha cominciato ad occuparsi di asteroidi NEA.

## Scoperte
Nel 1983 Grauer ha coscoperto assieme a Howard E. Bond la prima stella centrale pulsante di una nebulosa planetaria (quella della nebulosa planetaria Kohoutek 1-16).
Grauer ha scoperto o coscoperto le comete C/2009 U5 Grauer , C/2009 UG89 Lemmon, P/2010 TO20 LINEAR-Grauer e C/2018 F1 Grauer . Grauer ha anche scoperto numerosi asteroidi come per esempio 2010 EC135 o 2012 EA.

## Onori
Gli è stato dedicato un asteroide, 18871 Grauer.